# Герб Куженерского района
Герб муниципального образования «Куженерский муниципальный район» является официальным символом Куженерского района, символом представительского статуса, единства его территории и прав, исторического значения.
Положение о действующем в настоящее время гербе утверждено 28 июня 2006 года решением Собрания депутатов Куженерского муниципального района. Авторами герба являются И. В. Ефимов и П. И. Ефимов.

## Описание герба
Положение о гербе содержит следующее описание герба:

В красном (червленом) поле скачущий серебряный лось с золотыми крыльями, рогами и копытами; оконечность — три серебряные ели, средняя из которых выше, покрытые синей (лазоревой) волнистой полосой, положенной в пояс.

Символика герба:

Три серебряные ели в красном поле олицетворяют природные богатства и красоту Куженерского края. Синяя волнистая полоса — река Куженерка, с которой связано название района.
Скачущий серебряный крылатый лось — это символ-оберег и пример сочетания черт зверя и птицы — мифологических образов, широко распространенных в традиции древних финно-угорских народов. Скачущий лось — распространенный орнаментальный элемент вышивок женских национальных головных уборов.
Геральдический лось, совмещающий качества зверя и птицы, воплощает в себе представление о холмистых просторах куженерской стороны, которые можно облететь лишь с помощью крыльев.
Фигура крылатого лося придает гербу яркую отличительность и геральдическую оригинальность, обеспечивая узнаваемость основного символа района (в российской геральдике насчитывается более 110 гербов с изображением лосей, но ни одного крылатого).

Охотники района называют лося, изображённого на гербе, «рогатым карлсоном» за то, что он очень упитанный и как бы парит над землей.
Основные цвета (тинктуры) герба:

Серебро (белый цвет) символизирует благородство и мудрость, миролюбие, высокие моральные и духовные помыслы. Белый цвет наиболее почитаем марийским народом.
Красный (червленый) цвет символизирует активность, трудолюбие, красоту, мужество и любовь народа к своей земле, Родине.

Сочетание белого и красного цвета в гербе Куженерского района ассоциируется с основными цветами национальных вышивок марийского и русского народов.